# Specie di Trochanteriidae
Di seguito sono descritte tutte le 152 specie della famiglia di ragni Trochanteriidae note a giugno 2014.

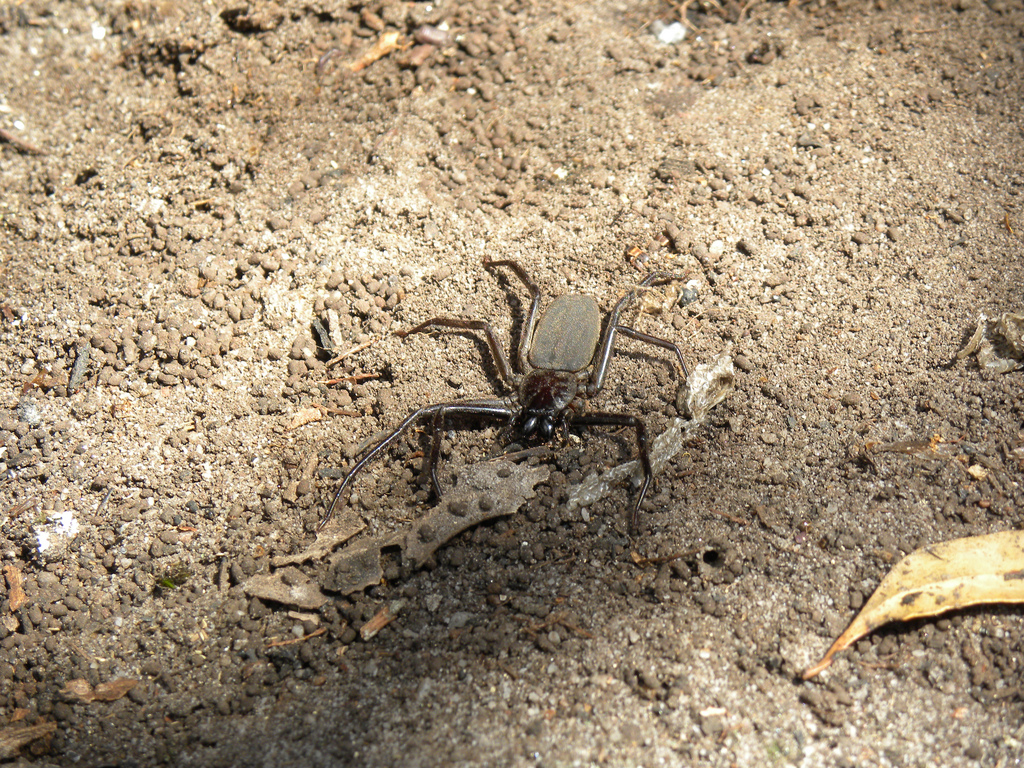
Morebilus plagusius

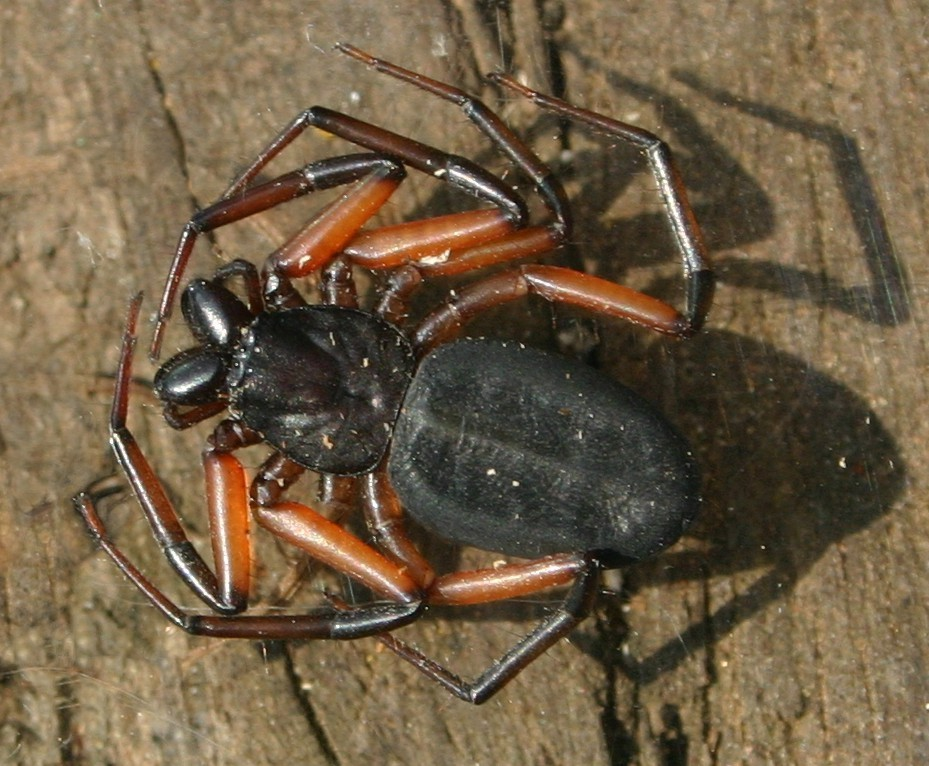
Platyoides sp.

## Boolathana
Boolathana Platnick, 2002
- Boolathana mainae Platnick, 2002 — Australia occidentale
- Boolathana spiralis Platnick, 2002 — Australia occidentale

## Desognanops
Desognanops Platnick, 2008
- Desognanops humphreysi Platnick, 2008 — Australia occidentale

## Desognaphosa
Desognaphosa Platnick, 2002
- Desognaphosa bartle Platnick, 2002 — Queensland
- Desognaphosa bellenden Platnick, 2002 — Queensland
- Desognaphosa boolbun Platnick, 2002 — Queensland
- Desognaphosa bulburin Platnick, 2002 — Queensland
- Desognaphosa carbine Platnick, 2002 — Queensland
- Desognaphosa dryander Platnick, 2002 — Queensland
- Desognaphosa eungella Platnick, 2002 — Queensland
- Desognaphosa finnigan Platnick, 2002 — Queensland
- Desognaphosa funnel Platnick, 2002 — Queensland
- Desognaphosa goonaneman Platnick, 2002 — Queensland
- Desognaphosa halcyon Platnick, 2002 — Queensland
- Desognaphosa homerule Platnick, 2002 — Queensland
- Desognaphosa karnak Platnick, 2002 — Queensland
- Desognaphosa kirrama Platnick, 2002 — Queensland
- Desognaphosa kroombit Platnick, 2002 — Queensland
- Desognaphosa kuranda Platnick, 2002 — Queensland
- Desognaphosa malbon Platnick, 2002 — Queensland
- Desognaphosa massey Platnick, 2002 — Queensland
- Desognaphosa millaa Platnick, 2002 — Queensland
- Desognaphosa pershouse Platnick, 2002 — Queensland
- Desognaphosa solomoni Platnick, 2002 — Isole Salomone
- Desognaphosa spurgeon Platnick, 2002 — Queensland
- Desognaphosa tribulation Platnick, 2002 — Queensland
- Desognaphosa tyson Platnick, 2002 — Queensland
- Desognaphosa windsor Platnick, 2002 — Queensland
- Desognaphosa yabbra Platnick, 2002 — Queensland, Nuovo Galles del Sud

## Doliomalus
Doliomalus Simon, 1897
- Doliomalus cimicoides (Nicolet, 1849) — Cile

## Fissarena
Fissarena Henschel, Davies & Dickman, 1995
- Fissarena arcoona Platnick, 2002 — Australia meridionale
- Fissarena barlee Platnick, 2002 — Australia occidentale
- Fissarena barrow Platnick, 2002 — Australia occidentale
- Fissarena castanea (Simon, 1908) — Australia occidentale, Queensland
- Fissarena cuny Platnick, 2002 — Australia meridionale
- Fissarena ethabuka Henschel, Davies & Dickman, 1995 — Queensland
- Fissarena laverton Platnick, 2002 — Australia occidentale, Australia meridionale
- Fissarena longipes (Hogg, 1896) — Territorio del Nord (Australia)
- Fissarena woodleigh Platnick, 2002 — Australia occidentale

## Hemicloeina
Hemicloeina Simon, 1893
- Hemicloeina bluff Platnick, 2002 — Australia occidentale, Australia meridionale
- Hemicloeina bulolo Platnick, 2002 — Nuova Guinea
- Hemicloeina gayndah Platnick, 2002 — Queensland
- Hemicloeina humptydoo Platnick, 2002 — Territorio del Nord (Australia)
- Hemicloeina julatten Platnick, 2002 — Queensland
- Hemicloeina kapalga Platnick, 2002 — Territorio del Nord (Australia)
- Hemicloeina somersetensis (Thorell, 1881) — Territorio del Nord (Australia), Queensland
- Hemicloeina spec Platnick, 2002 — Queensland
- Hemicloeina wyndham Platnick, 2002 — Australia occidentale

## Longrita
Longrita Platnick, 2002
- Longrita arcoona Platnick, 2002 — Australia meridionale
- Longrita findal Platnick, 2002 — Australia occidentale
- Longrita grasspatch Platnick, 2002 — Australia occidentale
- Longrita insidiosa (Simon, 1908) — Australia occidentale, Australia meridionale
- Longrita millewa Platnick, 2002 — Australia meridionale
- Longrita nathan Platnick, 2002 — Queensland
- Longrita rastellata Platnick, 2002 — Australia occidentale, Queensland
- Longrita whaleback Platnick, 2002 — Australia occidentale, Australia meridionale
- Longrita yuinmery Platnick, 2002 — Australia occidentale
- Longrita zuytdorp Platnick, 2002 — Australia occidentale

## Morebilus
Morebilus Platnick, 2002
- Morebilus blackdown Platnick, 2002 — Queensland
- Morebilus coolah Platnick, 2002 — Nuovo Galles del Sud
- Morebilus diversus (L. Koch, 1875) — Australia settentrionale
- Morebilus fitton Platnick, 2002 — Australia meridionale
- Morebilus flinders Platnick, 2002 — Australia meridionale, Victoria
- Morebilus fumosus (L. Koch, 1876) — Queensland
- Morebilus gammon Platnick, 2002 — Australia meridionale
- Morebilus gramps Platnick, 2002 — Victoria
- Morebilus graytown Platnick, 2002 — Australia meridionale, Victoria
- Morebilus nipping Platnick, 2002 — Queensland
- Morebilus plagusius (Walckenaer, 1837) — Nuovo Galles del Sud, Victoria
- Morebilus swarbrecki (Dunn & Dunn, 1946) — Victoria
- Morebilus tambo Platnick, 2002 — Queensland

## Olin
Olin Deeleman-Reinhold, 2001
- Olin platnicki Deeleman-Reinhold, 2001 — Celebes, Isola di Natale (al largo dell'isola di Giava)

## Plator
Plator Simon, 1880
- Plator bowo Zhu et al., 2006 — Cina
- Plator himalayaensis Tikader & Gajbe, 1976 — India
- Plator indicus Simon, 1897 — India
- Plator insolens Simon, 1880 — Cina
- Plator kashmirensis Tikader & Gajbe, 1973 — India
- Plator nipponicus (Kishida, 1914) — Cina, Corea, Giappone
- Plator pandeae Tikader, 1969 — India, Cina
- Plator pennatus Platnick, 1976 — Cina
- Plator sinicus Zhu & Wang, 1963 — Cina
- Plator solanensis Tikader & Gajbe, 1976 — India
- Plator yunlong Zhu et al., 2006 — Cina

## Platorish
Platorish Platnick, 2002
- Platorish churchillae Platnick, 2002 — Queensland
- Platorish flavitarsis (L. Koch, 1875) — Nuovo Galles del Sud, Victoria
- Platorish gelorup Platnick, 2002 — Australia meridionale
- Platorish jimna Platnick, 2002 — Queensland, Nuovo Galles del Sud
- Platorish nebo Platnick, 2002 — Queensland

## Platyoides
Platyoides O. P.-Cambridge, 1890
- Platyoides alpha Lawrence, 1928 — Angola, Namibia, Sudafrica
- Platyoides costeri Tucker, 1923 — Sudafrica
- Platyoides fitzsimonsi Lawrence, 1938 — Namibia
- Platyoides grandidieri Simon, 1903 — Kenya, Madagascar, Isola di Aldabra e Isola Réunion (Oceano Indiano)
- Platyoides leppanae Pocock, 1902 — Mozambico, Sudafrica
- Platyoides mailaka Platnick, 1985 — Madagascar
- Platyoides pictus Pocock, 1902 — Sudafrica
- Platyoides pirie Platnick, 1985 — Sudafrica
- Platyoides pusillus Pocock, 1898 — Tanzania, Zimbabwe, Sudafrica
- Platyoides quinquedentatus Purcell, 1907 — Sudafrica
- Platyoides ravina Andriamalala & Ubick, 2007 — Madagascar
- Platyoides rossi Platnick, 1985 — Sudafrica
- Platyoides vao Andriamalala & Ubick, 2007 — Madagascar
- Platyoides velonus Platnick, 1985 — Madagascar
- Platyoides venturus Platnick, 1985 — Isole Canarie
- Platyoides walteri (Karsch, 1886) — Africa orientale e meridionale, introdotto in Australia

## Pyrnus
Pyrnus Simon, 1880
- Pyrnus aoupinie Platnick, 2002 — Nuova Caledonia
- Pyrnus baehri Platnick, 2002 — Territorio del Nord (Australia)
- Pyrnus fulvus (L. Koch, 1875) — Australia meridionale
- Pyrnus insularis Platnick, 2002 — Isola Lord Howe (Oceano Indiano)
- Pyrnus magnet Platnick, 2002 — Australia occidentale, Australia meridionale, Queensland
- Pyrnus numeus Platnick, 2002 — Nuova Caledonia
- Pyrnus obscurus (Berland, 1924) — Nuova Caledonia
- Pyrnus pins Platnick, 2002 — Nuova Caledonia
- Pyrnus planus (L. Koch, 1875) — Queensland, Nuovo Galles del Sud, Victoria

## Rebilus
Rebilus Simon, 1880
- Rebilus bilpin Platnick, 2002 — Nuovo Galles del Sud
- Rebilus binnaburra Platnick, 2002 — Queensland, Nuovo Galles del Sud
- Rebilus brooklana Platnick, 2002 — Nuovo Galles del Sud
- Rebilus bulburin Platnick, 2002 — Queensland
- Rebilus bunya Platnick, 2002 — Queensland
- Rebilus crediton Platnick, 2002 — Queensland
- Rebilus glorious Platnick, 2002 — Queensland
- Rebilus grayi Platnick, 2002 — Nuovo Galles del Sud, Victoria
- Rebilus griswoldi Platnick, 2002 — Nuovo Galles del Sud
- Rebilus kaputar Platnick, 2002 — Nuovo Galles del Sud
- Rebilus lamington Platnick, 2002 — Queensland, Nuovo Galles del Sud
- Rebilus lugubris (L. Koch, 1875) — Queensland
- Rebilus maleny Platnick, 2002 — Queensland
- Rebilus monteithi Platnick, 2002 — Nuovo Galles del Sud
- Rebilus morton Platnick, 2002 — Nuovo Galles del Sud
- Rebilus tribulation Platnick, 2002 — Queensland
- Rebilus wisharti Platnick, 2002 — Nuovo Galles del Sud

## Tinytrema
Tinytrema Platnick, 2002
- Tinytrema bondi Platnick, 2002 — Nuovo Galles del Sud, Victoria, Tasmania
- Tinytrema kangaroo Platnick, 2002 — Victoria
- Tinytrema sandy Platnick, 2002 — Australia meridionale
- Tinytrema wombat Platnick, 2002 — Nuovo Galles del Sud, Australian Capital Territory
- Tinytrema yarra Platnick, 2002 — Australia occidentale

## Trachycosmus
Trachycosmus Simon, 1893
- Trachycosmus allyn Platnick, 2002 — Queensland, Nuovo Galles del Sud
- Trachycosmus cockatoo Platnick, 2002 — Victoria
- Trachycosmus sculptilis Simon, 1893 — Australia
- Trachycosmus turramurra Platnick, 2002 — Nuovo Galles del Sud, Victoria

## Trachyspina
Trachyspina Platnick, 2002
- Trachyspina capensis Platnick, 2002 — Australia occidentale
- Trachyspina chillimookoo Platnick, 2002 — Australia meridionale
- Trachyspina daunton Platnick, 2002 — Queensland
- Trachyspina goongarrie Platnick, 2002 — Australia occidentale
- Trachyspina illamurta Platnick, 2002 — Territorio del Nord (Australia)
- Trachyspina madura Platnick, 2002 — Australia occidentale
- Trachyspina mundaring Platnick, 2002 — Australia occidentale
- Trachyspina olary Platnick, 2002 — Australia meridionale

## Trachytrema
Trachytrema Simon, 1909
- Trachytrema castaneum Simon, 1909 — Australia occidentale
- Trachytrema garnet Platnick, 2002 — Queensland, Nuovo Galles del Sud

## Trochanteria
Trochanteria Karsch, 1878
- Trochanteria gomezi Canals, 1933 — Argentina, Paraguay
- Trochanteria ranuncula Karsch, 1878 — Brasile
- Trochanteria rugosa Mello-Leitão, 1938 — Argentina